# Metopelloides shoemakeri
Metopelloides shoemakeri är en kräftdjursart. Metopelloides shoemakeri ingår i släktet Metopelloides och familjen Stenothoidae. Inga underarter finns listade i Catalogue of Life.